# Syndicat intercommunal (Luxembourg)
Pour les autres articles nationaux ou selon les autres juridictions, voir syndicat intercommunal.
Au Luxembourg, un Syndicat intercommunal ou syndicat de communes (en luxembourgeois : Interkommunale Syndikat ou Gemengesyndikat) est un établissement public investi de la personnalité juridique associant des communes en vue d'œuvres ou de services d'intérêt intercommunal.
Chaque commune adhère à au moins un syndicat intercommunal.

## Histoire
La loi du 14 février 1900 concernant les syndicats de communes prévoit dans son article 1er l'institution de syndicats de communes en vue de la création d'œuvres intercommunales. Cette loi est abrogée et remplacée le 29 mars 2001 par une autre, modernisée, toujours en vigueur depuis.
Le Syndicat des eaux du Sud, créé en 1908, est le plus ancien en activité au Grand-Duché.
En juillet 2025, les collèges des bourgmestre et échevins des communes membres du TICE ont voté pour la transformation du syndicat intercommunal en un « syndicat mixte État-communes », structure inédite regroupant l'État et les neuf communes membres à l'horizon 2027,.

## Administration
Les syndicats intercommunaux sont des établissements publics, administrés par un comité, au sein duquel une commune est représentée par un délégué — qui peut toutefois représenter plusieurs communes le cas échéant — issu du conseil communal de la commune qu'il représente. Un syndicat compte un président et un bureau, composé d'au moins trois membres, dont les fonctions sont équivalentes à celles respectives du bourgmestre et du collège des bourgmestre et échevins.
Ils sont formés sur la proposition des conseils communaux des communes concernées et autorisés par arrêté grand-ducal, rendus sur l'avis du Conseil d'État. Le syndicat peut être formé par au moins deux communes et peut être étendu à d'autres communes le cas échéant, mais une commune peut aussi s'en retirer moyennant l'accord des deux tiers des autres membres. Un syndicat intercommunal étant assimilé à une commune, les règles de la tutelle communale s'y appliquent aussi. Un syndicat est créé, selon ses statuts, pour une durée déterminée ou indéterminée.
Le syndicat peut être constitué, le cas échant, comme syndicat à vocation multiple.

## Missions
Le Luxembourg compte, en 2025 et selon l'annuaire du SYVICOL, 61 syndicats intercommunaux assurant des missions très différentes, sur des périmètres allant de deux communes à la totalité du pays. La gestion de l'eau et la gestion des déchets comptent parmi les plus grandes structures nationales, comme pour le SIDEC qui est responsable du traitement des déchets de la moitié nord du Luxembourg, pour la gestion de l'assainissement des eaux qui est organisée quasi exclusivement par de telles structures, sauf à Luxembourg ou Remich par exemple ou pour la distribution de l'eau potable,,. Le Syndicat intercommunal de gestion informatique (SIGI) gère les systèmes informatiques des communes à l'exception de la capitale. Le crématorium de Hamm est également sous gestion intercommunale.
Le Syndicat intercommunal à vocation multiple des villes et communes luxembourgeoises (SYVICOL), qui défend les intérêts des communes luxembourgeoise est le plus grand en termes de superficie puisqu'il recouvre l'ensemble des communes du pays.
Les trois parcs naturels du pays (Haute-Sûre, Mëllerdall et Our) sont ainsi gérés sous forme de syndicats intercommunaux, tout comme les organismes gérant le développement des pôles urbains de la Nordstad et de la région Sud. Plusieurs zones d'activités sont elles aussi gérées par de telles structures.
À des échelons plus locaux, on retrouve le transport intercommunal de personnes dans le canton d'Esch-sur-Alzette (TICE) qui assure le réseau de bus du même nom, le centre de natation intercommunal Les Thermes Strassen-Bertrange ou encore l'hôpital intercommunal de Steinfort.

## Nombre de syndicats par communes
Le nombre de syndicats auxquels les communes adhèrent est très variable.
- Adhérentes à au moins 1 syndicat[Note 2] : Diekirch
- 4 syndicats : Reisdorf, Goesdorf
- 5 syndicats : Bettendorf, Bissen, Bourscheid, Heffingen, Helperknapp, Hesperange, Luxembourg
- 6 syndicats : Berdorf, Esch-sur-Sûre, Larochette, Lenningen, Lintgen, Mertzig, Nommern, Remich, Sandweiler, Schieren, Vallée de l'Ernz, Walferdange
- 7 syndicats : Beaufort, Bech, Biwer, Boulaide, Consdorf, Ettelbruck, Feulen, Fischbach, Kehlen, Lac de la Haute-Sûre, Lorentzweiler, Manternach, Mersch, Mondorf-les-Bains, Rambrouch, Schengen, Stadtbredimus, Steinsel, Strassen, Vianden, Waldbillig, Weiler-la-Tour
- 8 syndicats : Bertrange, Bous-Waldbredimus, Colmar-Berg, Dippach, Echternach[13],[Note 3], Flaxweiler, Grevenmacher, Kiischpelt, Koerich, Kopstal, Mertert, Putscheid, Reckange-sur-Mess, Redange-sur-Attert, Schuttrange, Tandel, Vichten, Weiswampach, Wiltz, Wincrange, Winseler, Wormeldange
- 9 syndicats : Beckerich, Betzdorf, Contern, Dalheim, Ell, Erpeldange-sur-Sûre, Frisange, Groussbus-Wal, Junglinster, Leudelange, Mamer, Niederanven, Preizerdaul, Rosport-Mompach, Troisvierges, Useldange[Note 3]
- 10 syndicats : Bettembourg, Clervaux, Dudelange, Esch-sur-Alzette, Garnich, Habscht, Parc Hosingen, Roeser, Saeul, Steinfort
- 11 syndicats : Käerjeng, Pétange, Schifflange
- 12 syndicats : Differdange, Mondercange, Sanem
- 13 syndicats : Kayl, Rumelange